# 公婆泉龍屬
公婆泉龍屬是鴨嘴龍超科恐龍的一屬，全長約6公尺，屬中型鴨嘴龍類。公婆泉龍生存於白堊紀中早期，化石發現於中國甘肅北部的酒泉市馬鬃山鎮（位於今肅北公婆泉恐龍地質公園內），該地在地質學上位于公婆泉盆地內，因而得名。

## 發現歷史
公婆泉龍的化石最早是在中國和日本於1992至1993年共組的「中日絲綢之路恐龍考察」計畫中發現的，當時中國的古生物學家呂君昌認為這批出土自中溝組地層（早白堊世阿爾布階）的大型鳥臀目恐龍骨骼屬於當時被認為是禽龍類的原巴克龍，並將其命名為「馬鬃山原巴克龍」（Probactrosaurus mazongshanensis）。這批骨骼包括部分頭骨、六顆牙齒、部分頸椎和胸椎、接近完整的骶骨、部分尾椎、左肩胛骨、不完整的左肱骨、髂骨和恥骨，以及缺少近端的股骨。現藏於古脊椎動物與古人類研究所（編號 IVPP V11333）。

## 分類學
2002年，由英國古生物學家大衛·諾曼所撰述的文章中重新審視原巴克龍屬原先的三個物種。諾曼除了將該屬的阿拉善種（P. alashanicus）視為戈壁種（P. gobiensis）的異名外，還指出「馬鬃山原巴克龍」可能不屬於原巴克龍。從牙齒和股骨的構造上來看，可以確定這些骨骼確實屬於禽龍類恐龍；不過單就齒冠構造而言，「馬鬃山原巴克龍」的齒冠和戈壁原巴克龍的齒冠相似度並不高，反而比較類似演化關係較遠的高吻龍。對此諾曼僅得出「馬鬃山原巴克龍」可能不屬於原巴克龍屬的結論，但沒有再進一步說明「馬鬃山原巴克龍」應屬於哪個屬或是否為新物種。
多數學者都採用了諾曼的結論，但仍然沒有人更詳細的說明「馬鬃山原巴克龍」確切的分類位置，普遍都只是沿用將「馬鬃山原巴克龍」這個可疑名稱暫時列在原巴克龍屬之下的方式。到了2010年，美國古生物學家肯尼斯·卡本特與日本北海道大學的石田祐也全面檢視了全球白堊紀早期至中期的禽龍類恐龍，他們在報告中提及諾曼的研究，但另外還指出「馬鬃山原巴克龍」的肩胛骨開展程度甚於高吻龍。因此他們推測「馬鬃山原巴克龍」很可能是新的物種，亦即馬鬃山地區繼馬鬃龍後的第二個「禽龍類」物種，並且提議應該為「馬鬃山原巴克龍」冠上一個新的屬名。
2014年，古生物學家尤海魯、李大慶及彼得道德森重新描述「馬鬃山原巴克龍」，並正式將其命名為新屬種馬鬃山公婆泉龍（Gongpoquansaurus mazongshanensis）。

## 註解
1. ↑  禽龍類的正式定義到了2010年後才被正視細分，因此在此前許多鴨嘴龍形類下非鴨嘴龍科的恐龍都被視為禽龍類。